# Billions
Billions es una serie de televisión norteamericana creada por Brian Koppelman, David Levien, y Andrew Ross Sorkin, protagonizada por Paul Giamatti y Damian Lewis, estrenada en Showtime. La serie se basa libremente en las actividades de la cruzada fiscal federal de los delitos financieros de Chuck Rhodes, el fiscal de los Estados Unidos para el Distrito Sur de Nueva York, y sus batallas legales con el gestor de fondos de cobertura Bobby Axelrod de AXE Capital. La segunda temporada se estrenó el 19 de febrero de 2017.

## Elenco

### Elenco principal
- Damian Lewis como Bobby "Axe" Axelrod, un ambicioso gestor de fondos que provino de humildes comienzos. Fue uno de los supervivientes del fondo de cobertura durante los ataques del 11 de septiembre, y por lo tanto paga las matrículas universitarias de los hijos de sus excolegas. Es extremadamente caritativo y generoso en público, pero utiliza el abuso de información privilegiada y el soborno para aumentar la enorme riqueza de su empresa.
- Paul Giamatti como Charles "Chuck" Rhoades Jr., fiscal de los Estados Unidos para el Distrito Sur de Nueva York. Rhoades es despiadado, y tiene un disgusto particular por los criminales ricos que tratan de comprar su salida de la justicia. A pesar de su poder significativo como abogado de los EE. UU., Rhoades lucha para no ser ensombrecido tanto por su esposa más rica, Wendy, y por su padre, también muy rico. Es egresado de la prestigiosa Universidad de Yale (al igual que su esposa y su padre).  En privado, él y su esposa participan en el juego de rol BDSM, con Chuck como "esclavo" de Wendy.
- Maggie Siff como Wendy Rhoades, una psiquiatra auto-poseída, motivada y extremadamente exitosa. Ella tiene una relación fuerte con Axelrod, su jefe, para quien ha estado trabajando durante más de 15 años.
- Malin Åkerman como Lara Axelrod, esposa de Bobby Axelrod y exenfermera. Ella es de una educación de clase baja, pero ha dejado a su antiguo “yo” atrás. Ella está dedicada a su marido y a sus hijos. Su hermano Dean, era un bombero que murió durante los ataques del 11-S.
- Toby Leonard Moore como Bryan Connerty, aprendiz de Chuck, se caracteriza por un sistema moral inquebrantable. Persigue los delitos dentro y fuera de la fiscalía.
- Asia Kate Dillon como Taylor Amber Mason (recurrente temporada 2, protagonizando la temporada 3): una persona no binaria analista de Axe Capital, quien se hace cercana a Axe y es nombrada CIO de Axe Capital, ampliamente considerado como el primer personaje no binario en la corriente principal de la televisión norteamericana.
- David Costabile como Mike "Wags" Wagner, la mano derecha de Axelrod.
- Condola Rashād como Kate Sacker, un fiscal adjunto de los Estados Unidos en el Distrito Sur de Nueva York.
- Corey Stoll como Michael "Mike" Prince, un magnate de negocios y rival de Bobby Axelrod que posteriormente se convierte en el propietario de Axe Capital renombrando a la compañía como Michael Prince Capital, tras esto trata de encabezar la candidatura de Nueva York para albergar los Juegos Olímpicos de 2028 y competir por la Presidencia de Estados Unidos en 2024.
- Daniel Breaker como Scooter Dunbar, mano derecha de Michael Prince.
- Sakina Jaffrey como Daevisha "Dave" Maha, compañera de Chuck Rhoades en la fiscalía.

### Elenco recurrente
- Jeffrey DeMunn como Charles Rhoades Sr., el padre de Chuck, un jugador de la ciudad, poderoso y muy rico. A menudo utiliza su posición para entrometerse en los asuntos de su hijo.
- Terry Kinney como Hall, fijador de la nómina de sueldos de Axelrod.
- Jerry O'Connell como Steven Birch.
- Dennis Boutsikaris como Kenneth Malverne.
- Rob Morrow como Adam DeGiulio.
- Dan Soder como Maffee.
- Stephen Kunken como Ari Spyros.
- Kelly AuCoin como  'Dollar' Bill Stearn.
- Nathan Darrow como Mick Danzig.

## Recepción
Billions, en general, ha recibido críticas positivas. En Rotten Tomatoes la serie tiene una calificación de 74 %, basado en 50 reseñas, con una calificación media de 6.5/10. El consenso crítico del sitio lee, "A pesar de la carencia de personajes agradables, el melodrama jabonoso de los billones y la lona más grande que la vida ofrecen mucho potencial de la repetición de la visión". En Metacritic, la serie tiene un Metascore de 69 sobre 100, basado en 37 críticos, indicando "generalmente revisiones favorables".

## Desarrollo
La serie fue solicitada por Showtime en marzo de 2015 con un repertorio de 12 episodios y se estrenó el 17 de enero de 2016. El 26 de enero de 2016, la serie fue renovada para una segunda temporada, programada para estrenarse el 19 de febrero de 2017. Con posterioridad, se realizó una tercera temporada de la serie, la cual se emitió durante el 2018. A lo largo del 2019 se emitió la cuarta temporada. En mayo de 2019 Showtime anunció que la serie renovaba por lo que habrá quinta temporada. Se estima su emisión en la primera mitad de 2020.

## Emisión
El primer episodio se estrenó el 1 de enero de 2016, a través de servicios de video on demand en los Estados Unidos y vía CraveTV en Canadá. Se estrenó en Stan en Australia el 27 de enero de 2016 y en Canadá en The Movie Network el 17 de enero de 2016, simultáneamente con la emisión estadounidense. En el Reino Unido e Irlanda la serie se mostró en Sky Atlantic.

## Temporadas
|        |       | Episodios | Emisión original ( E.U.) | Emisión original ( E.U.) |
| Inicio | Final | Episodios |                          |                          |
| ------ | ----- | --------- | ------------------------ | ------------------------ |
|        | 1     | 12        | 17 de enero de 2016      | 10 de abril de 2016      |
|        | 2     | 12        | 15 de febrero de 2017    | 7 de mayo de 2017        |
|        | 3     | 12        | 26 de marzo de 2018      | 10 de junio de 2018      |
|        | 4     | 12        | 17 de marzo de 2019      | 9 de junio de 2019       |
|        | 5     | 12        | 3 de mayo de 2020        | 3 de octubre de 2021     |
|        | 6     | 12        | 23 de enero de 2022      | 10 de abril de 2022      |
|        | 7     | 12        | 13 de agosto de 2023     | 29 de octubre de 2023    |